# Parroquia de Saint John (Barbados)
Saint John es una parroquia de Barbados; situada en la costa este de la isla, aporta un diputado a la Asamblea de Barbados. Saint John es la 7° parroquia en extensión entre las 11 que componen Barbados (con 34 km² o 13 millas cuadradas), aunque en población se ubica 8° en el país, con 8.963 habitantes, contando con una densidad de población de 260 hab./km² (o de 680 habitantes por milla cuadrada).Aporta un diputado a la Asamblea de Barbados.
En la esquina sureste, la costa de la parroquia de St. John gira hacia el norte, formando la pequeña bahía de Conset. Los distritos de la parroquia de St. John son Saint John (capital), Ashford, Bath, Bowmanston, Carter, Cherry Grove, Kendal, Saint Marks y Venture. 
En la parroquia de St. John también se encuentra la Society Primary, la cual es la escuela primaria más antigua de la isla: tiene más de 100 años y fue construida por Codrington College. St. John cuenta con una de las escuelas secundarias más importantes de Barbados: The Lodge School. 

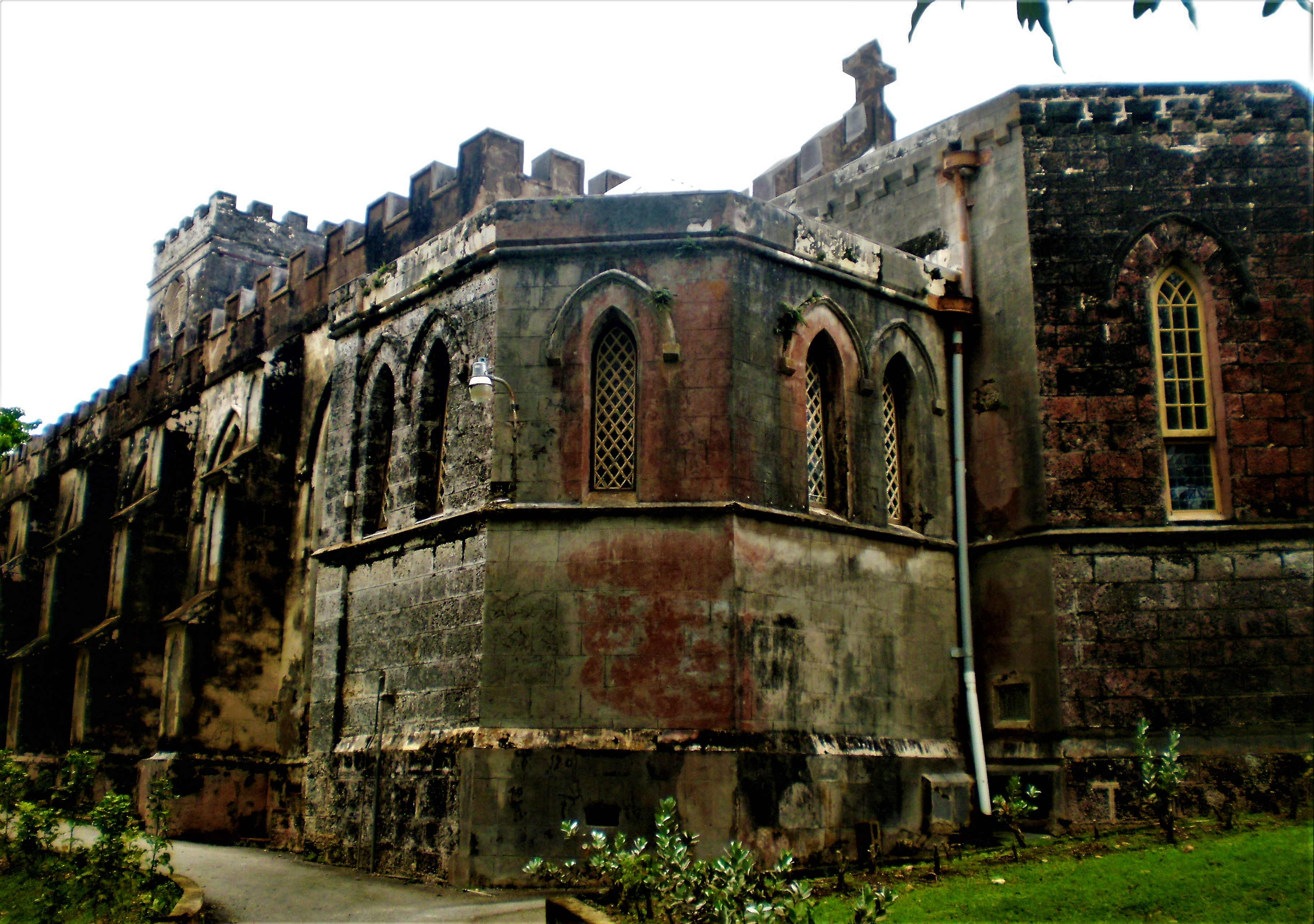
Iglesia Parroquial de Saint John's (Barbados).

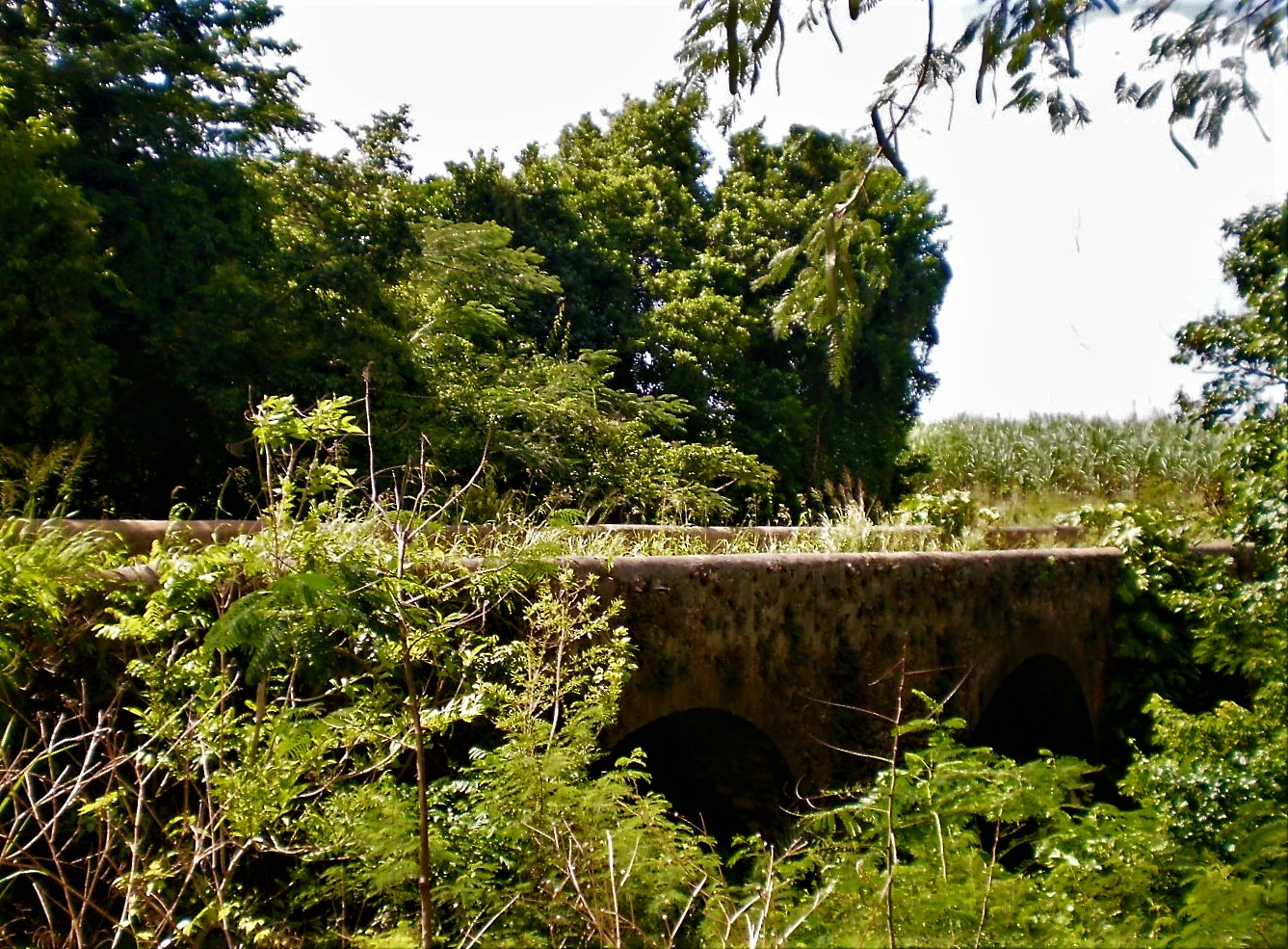
Molasses Bridge (parroquia de Saint John, Barbados).

## Iglesia Parroquial de Saint John's
Se presume que fue un simple edificio de madera, pero se desconoce su fecha de construcción. Comenzada a construir en 1640-1641, fue gravemente dañada por los huracanes de 1675, 1780 y 1831. El actual edificio de la iglesia (el 5.º) fue construido en 1836, y el presbiterio se agregó en 1876. Es el prototipo de versión restringida de Barbados de la iglesia parroquial gótica; una hermosa escultura de Westmacott conmemora a Elizabeth Pinder, a la izquierda de la puerta principal. 
Situada en lo que se ha descrito como la ubicación más romántica de la isla de Barbados, la iglesia parroquial de Saint John´s tiene magníficas vistas panorámicas que se extienden desde Ragged Point en el este hasta Pico Tenerife en el norte. Se especula que la iglesia se construyó por primera vez en 1645; por lo que es una de las iglesias más antiguas de Barbados.
La primera iglesia de madera fue destruida por un incendio y reemplazada en 1660 cuando comenzó la construcción de una estructura de piedra; este edificio de la iglesia costaría a la diócesis 110.000 libras de azúcar. En el huracán que azotó Barbados en 1675, esta nueva iglesia fue gravemente dañada y fue completamente demolida en 1676. Sin embargo, con verdadera perseverancia cristiana, se construyó otra iglesia pero esta estructura también fue víctima de otro huracán en el año 1780.
La destrucción volvería a ser el destino de la Iglesia Parroquial de Saint John's en Barbados en 1831 cuando la iglesia fue completamente destruida por ese gran huracán. La iglesia tal como la vemos hoy se completó en 1836 y se volvió a dedicar el 23 de junio del mismo año. Su presbiterio fue una adición posterior unos 40 años después de la construcción, con sus hermosas vidrieras que se agregaron un poco más tarde en 1907.
De especial interés en esta iglesia también es el púlpito elaboradamente tallado que se dice que contiene seis maderas diferentes; ébano, algarrobo, caoba de Barbados, manchinela, roble y pino; las primeras cuatro son autóctonas de Barbados. Además, la iglesia también es conocida por sus escaleras curvadas bellamente diseñadas, que flanquean ambos lados de la entrada y la escultura de Westmacott que adorna la pared a la izquierda de la puerta principal de la iglesia que se alza en homenaje a Elizabeth Pinder.
Esta iglesia de inspiración gótica es una atracción bastante popular tanto para los lugareños como para los turistas de la isla. La rica historia de esta iglesia incluye una conexión con Constantinopla, ahora Estambul, ya que es el lugar de descanso final de Ferdinando Paleólogo, que fue el último descendiente del segundo hermano de Constantino, el último emperador cristiano de Constantinopla. La tumba de Paleólogo está marcada por una lápida de granito en la parte trasera del cementerio de la iglesia.
Paleólogo fue muy activo en su hogar adoptivo de Barbados; él también era un guardián en la iglesia parroquial. Incluso en la muerte logró moverse: tras el huracán de 1831, el cuerpo de Paleólogo fue encontrado incrustado en cal viva con su cabeza mirando hacia el oeste (de acuerdo con la costumbre ortodoxa oriental) bajo el palomar de Sir Peter Colleton, el vicegobernador de Barbados (1673). Luego, el cuerpo fue movido y reintroducido en su ubicación actual en el cementerio de la iglesia.
La iglesia parroquial de Saint John's también es la ubicación de uno de los dos únicos relojes de sol intactos en Barbados, mientras que el otro está ubicado en Codrington College, a poca distancia. La iglesia parroquial de San Juan está repleta de fascinantes descubrimientos, como la tumba de Thomas Hughes, enterrado en posición de pie a petición propia, ya que rara vez se sentó en el trabajo que desempeñó.

## Molasses Bridge
"Molasses Bridge" sería traducido como “Puente de Melaza” y se remonta a antes de 1682. El puente tiene entre 35 y 40 metros de largo y entre 3 y 5 metros de ancho; fue construido con rocas de piedra caliza, las cuales fueron enyesadas junto con una mezcla blanca de cal y arena. La melaza y las claras de huevo también se agregaron a la mezcla para darle fuerza (y también su nombre) a la estructura.

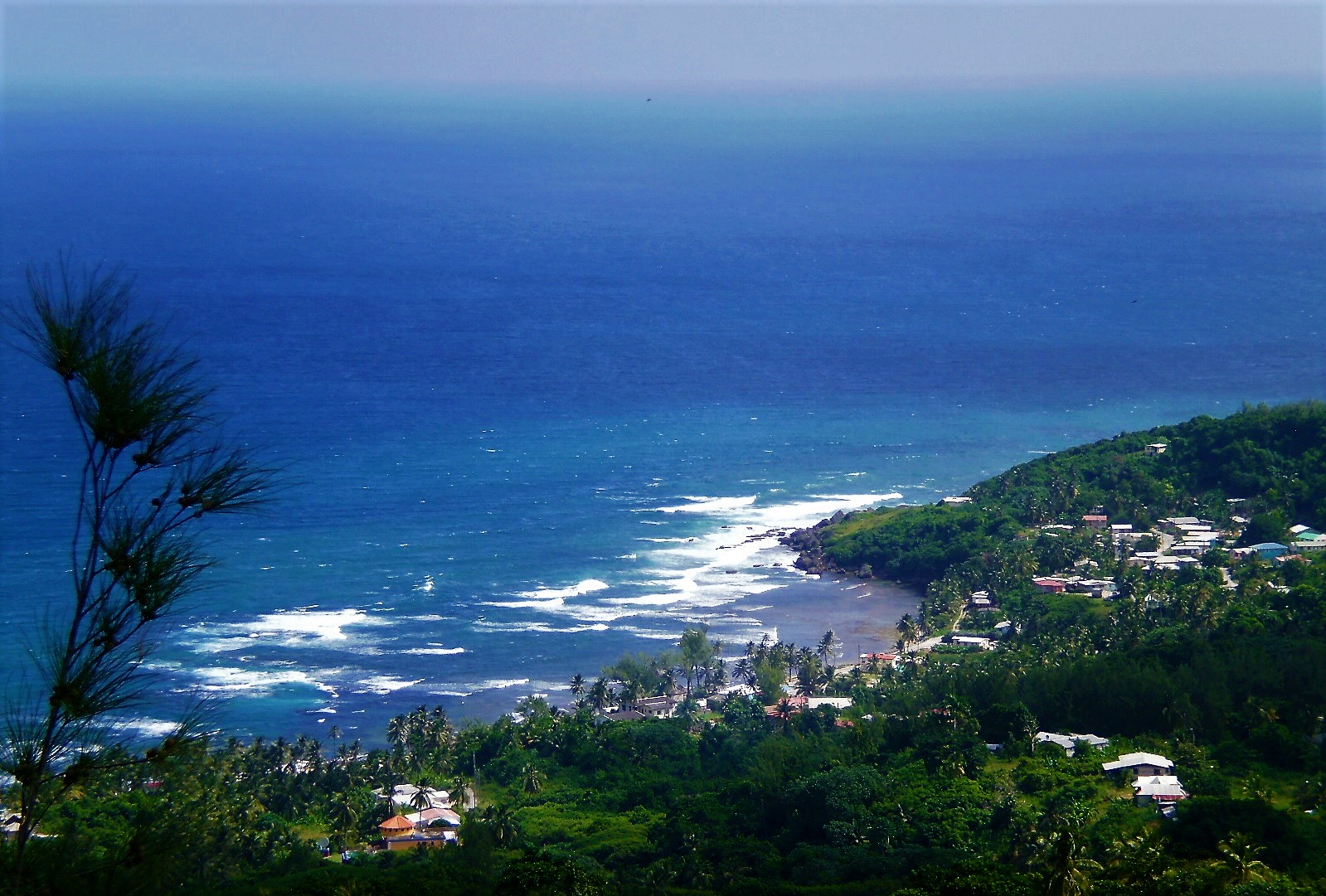
Vista panorámica desde el Saint John's Edge Cliff (Barbados).

## Saint John's Edge Cliff
Llamado así porque es el borde de un acantilado: “Edge Cliff” significa “Acantilado eje”. Es un área ventosa, aunque los vientos del océano Atlántico soplan unos 140 pies más abajo; las playas tienen además impresionantes riscos, acantilados y son mucho más vírgenes que en el oeste. Estos altos acantilados fueron aprovechados por los ingleses como defensa natural contra los enemigos, ya que, con esa altura, no necesitaron construir fuertes en el este de Barbados.
La superficie de la región oriental tiene pendiente gradual y múltiples cuevas creadas por ríos que modificaron el diseño de la piedra caliza. La erosión costera también está formando acantilados considerables al lado de numerosas las playas del país. Estos acantilados ofrecen hermosas vistas y las zonas erosionadas son cerca de manglares, pequeñas calas y sinuosos arroyos, con vegetación densa, similar a la jungla, a diferencia del resto de la isla, que es bastante plana, deforestada y utilizada para agricultura.
- Datos: Q1626540
- Multimedia: Saint John, Barbados / Q1626540